# Danishbits
Danishbits var en populær dansk piratside, som blev brugt af omkring 50.000 mennesker i 2020, til brug for deling af piratkopierede materialer, med et fokus på skandinavisk indhold.
Danishbits fik for alvor en masse nye brugere, da dengang Danmarks største tracker NextGen.org lukkede i 2015.  
Siden blev lukket i 2020, og en af bagmændene blev idømt 1 års fængsel[kilde mangler], for at have hjulpet med at vedligeholde siden. Den originale side var www.danishbits.org, som nu ikke er tilgængelig længere.